# 博福特 (南卡罗来纳州)
博福特（英語：Beaufort）是美国南卡罗来纳州博福特郡郡治。城市类型是“City”。其面积大约为33.58平方英里（86.97平方公里）。根据2010年美国人口普查，该市有人口12,361人，人口密度约为每平方 英里368.12人（约合每平方公里142.14人）。